# Seter irlandzki
Seter irlandzki – jedna z ras psów, należąca do grupy wyżłów w sekcji wyżły brytyjskie, w typie seterów. Według klasyfikacji FCI podlega próbom pracy. Typ wyżłowaty.

## Rys historyczny
Seter irlandzki jest kojarzony z Irlandią, jednak wywodzi się z Francji, Hiszpanii oraz Macedonii. Pochodzi od długowłosego spaniela i powstał w wyniku skrzyżowania irlandzkiego spaniela wodnego z seterem angielskim, springer spanielem i pointerierem. W pierwszym okresie rozwoju rasy nie przywiązywano wagi do koloru, lecz zwracano przede wszystkim uwagę na właściwości myśliwskie.
Na początku XVII wieku równie popularne były psy o umaszczeniu białym, biało-czerwonym, biało-żółtym, nawet biało-czarnym, jak i czerwonym. Wszystkie były psami użytkowymi, myśliwskimi, przeszukującymi duże tereny w poszukiwaniu ptactwa. Nazwa "seter irlandzki" po raz pierwszy pojawiła się w druku w 1803 (czasopismo "Weteran Sportsmen"). W 1866 utworzono w Anglii klub czerwonego setera irlandzkiego. Od 1882 dopuszczano na prezentację wystawową wyłącznie jednokolorowe, czerwone psy. Spowodowało to niemal całkowite wymarcie wariantu czerwono-białego. The Comittee of The Irish Red Setter Club w Dublinie 29 marca 1885 przedstawił standard rasy setera irlandzkiego czerwonego.

## Wygląd
- Oczy: od ciemnoorzechowych po ciemnobrązowe; mają kształt migdałów.
- Sierść: średniej długości, włosy proste. Na górnej części ucha, tylnych łapach oraz wzdłuż całego podbrzusza tworzy tzw. pióra.
- Głowa: smukła, podłużna, wyraźnie wysklepiona na wysokości czoła.
- Ogon: dobrze umięśniony, zwęża się ku końcowi, jego nasada znajduje się na wysokości grzbietu.
- Pysk: mocne szczęki o zgryzie nożycowym.
- Łapy: nieduże i mocne o wyraźnie zaznaczonych palcach; palce znajdują się bardzo blisko siebie.
- Ciało: niska klatka piersiowa z przodu wąska o mocno zaznaczonych żebrach.
- Nogi: kończyny przednie powinny być umięśnione i wyprostowane, tylne zaś mocne i masywne.

### Budowa

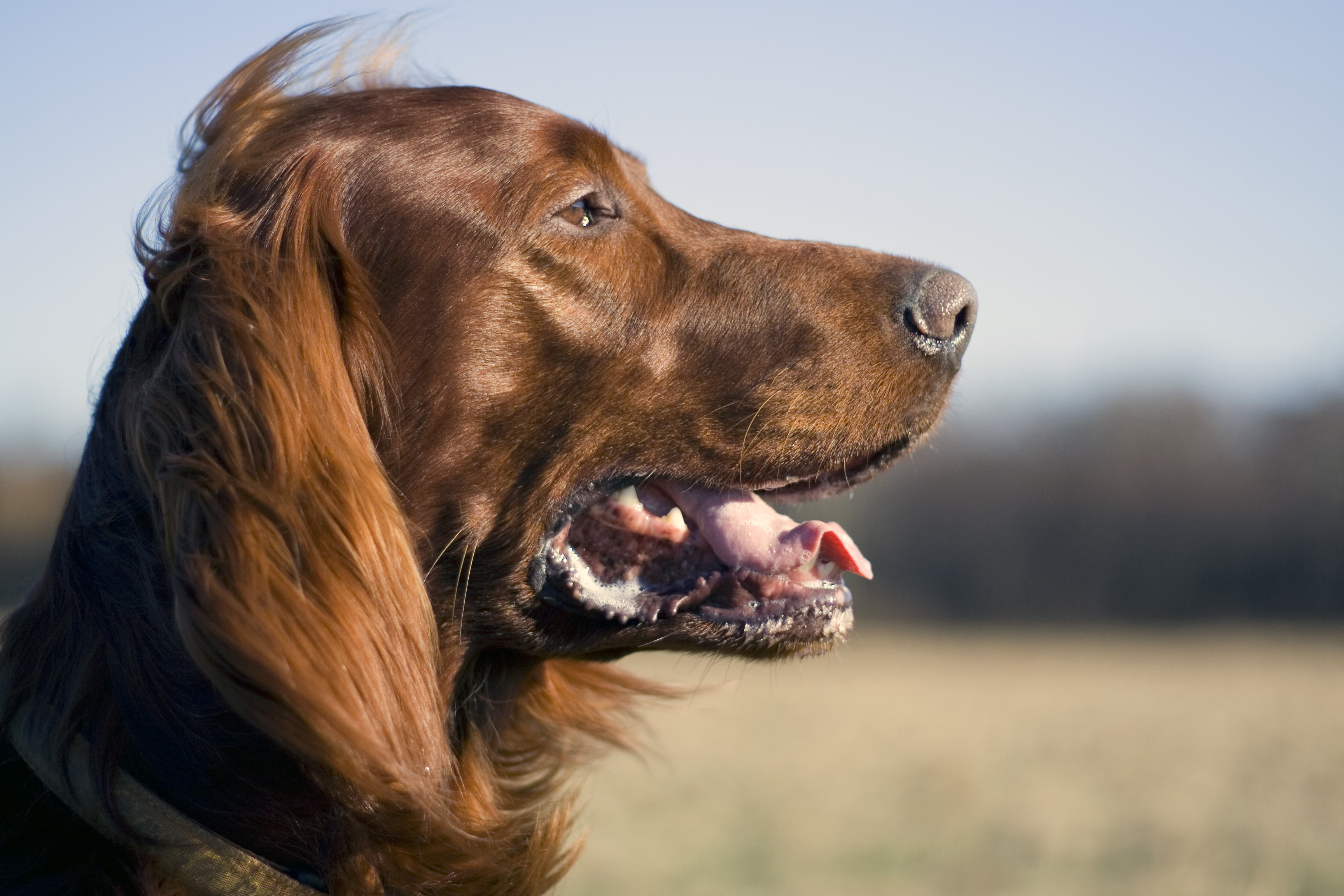
Seter irlandzki

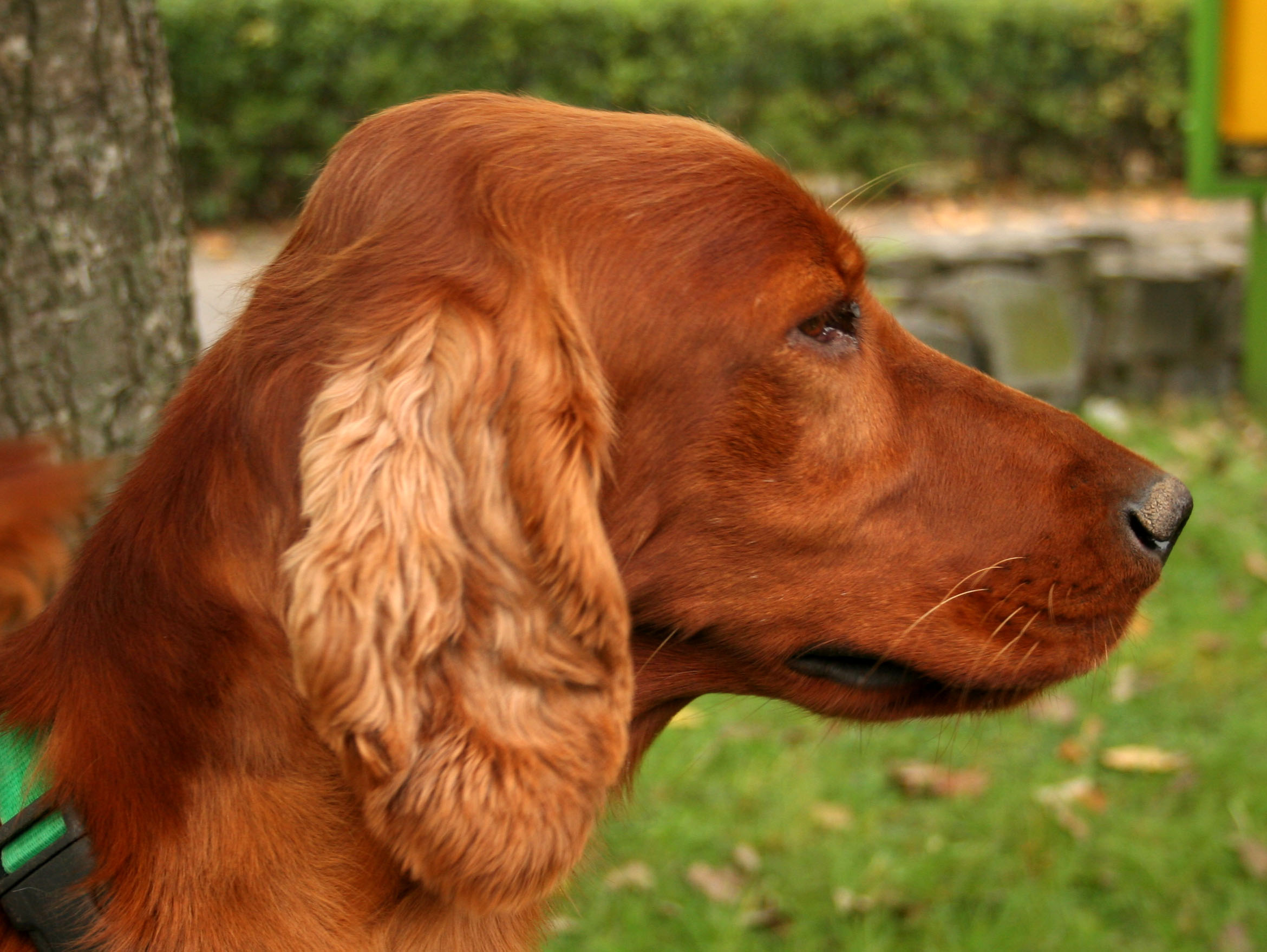
Stop jest u seterów irlandzkich wyraźnie zaznaczony

Długa głowa i długa kufa, przy końcu lekko graniasta; głęboka klatka piersiowa.

### Szata i umaszczenie
Sierść jest koloru dojrzałego kasztana lub mahoniowa. Nie sfalowana, tworzy długie, gładkie frędzle; występują tzw. portki i pióro na ogonie.

## Zachowanie i charakter
Seter irlandzki jest psem rodzinnym, potrzebującym kontaktu z człowiekiem. Wierny towarzysz zabaw i opiekun dzieci, bardzo cierpliwy. Inteligentny i żywy, potrzebuje zaspokojenia dużej potrzeby ruchu. Nieagresywny wobec obcych i innych zwierząt. Raczej szybko się uczy, ale przy tresurze trzeba być stanowczym, lecz łagodnym. W przypadku tego psa bardzo ważne jest wychowanie pozytywne, bez kar. Wychowane nieodpowiednio mogą uciekać.

## Użytkowość
Setery to psy myśliwskie przeznaczone do intensywnej pracy podczas polowania na ptactwo jako psy wystawiające (legawce).
Spośród seterów jest najlżejszy i najwyższy, dzięki temu najszybszy. Najdalej ze wszystkich okładający pole, przez to na polowaniu lepiej się sprawdzał przy koniu niż przy pieszym myśliwym.

## Zdrowie i pielęgnacja
- Przeciętna długość życia – 15 lat.
- Rasa ta jest podatna na dysplazję stawów biodrowych.
- Szczególną uwagę należy zwracać na higienę uszu – osady mogą być przyczyną stanów zapalnych.
- Psy tej rasy przejawiają średnie ryzyko do wystąpienia, często tragicznego w skutkach skrętu żołądka.
- Setery irlandzkie mogą chorować na C.L.A.D – Canine Leukocyte Adhesion Deficiency. Jest to choroba genetyczna, odkryta i zdefiniowana po raz pierwszy dzięki badaniom w Szwecji. Szczeniaki, w wyniku niestarannej selekcji hodowlanej matki i ojca, z których jedno możne być nosicielem choroby, posiadają dwa recesywne geny osłabiające ochronę immunologiczną. Powoduje to szybką śmierć miotu w wyniku np. zakażeń. Obecnie wymaga się przeprowadzenia testów na C.L.A.D i nie dopuszcza się do hodowli psów-nosicieli C.L.A.D. Ten warunek powinien być również przestrzegany w Polsce.
- PRA rcd1 Progressive Retinal Atrophy – choroba oczu, występująca również u seterów. Zaczyna objawiać się już u szczeniaków w wieku 6 tygodni jako „ślepota nocna”, a w wieku 2 lat osobniki dotknięte tą chorobą są już całkowicie ślepe. PRA jest chorobą nieuleczalną. Setery winny mieć robione testy genetyczne na PRA.
- PRA rcd4 Progressive Retinal Atrophy – inna mutacja powodująca postępujący zanik siatkówki odkryta w 2011. Okres rozwoju choroby jest różny. Odnotowano przypadki w wieku zarówno 4, jak i 10 lat. Szacuje się, że około 30-40% seterów jest nosicielami (carrier) zmutowanego genu.
- Podstawą prawidłowej pielęgnacji setera irlandzkiego powinno być systematyczne czesanie i szczotkowanie sierści, ze szczególnym uwzględnieniem włosa na ogonie i tylnej stronie kończyn[4].